# تريسي برات
تريسي برات (بالإنجليزية: Tracy Pratt)‏ هو لاعب هوكي الجليد أمريكي وكندي، ولد في 8 مارس 1943 في نيويورك في الولايات المتحدة.

## وصلات خارجية
- تريسي برات على موقع دوري الهوكي الوطني (الإنجليزية)
- تريسي برات على موقع قاعة مشاهير الهوكي (لاعب أن.إتش.أل) (الإنجليزية)
- تريسي برات على موقع EliteProspects.com (الإنجليزية)
- تريسي برات على موقع HockeyDB.com (الإنجليزية)
- تريسي برات على موقع Hockey-Reference.com (الإنجليزية)